# بیت مسقل

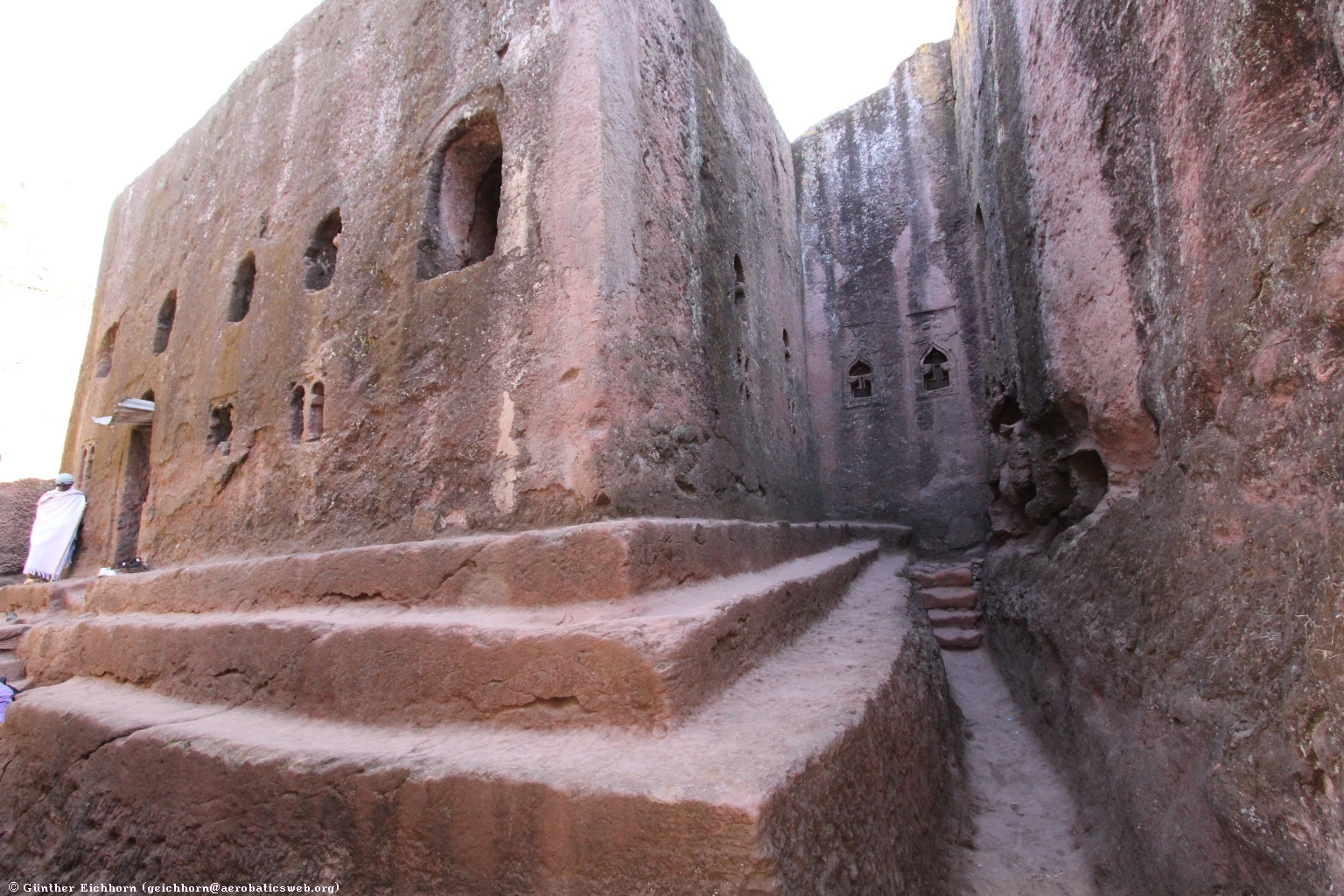
کلیسای تک‌سنگی بیت مسقل در اتیوپی

بیت مسقل (انگلیسی: Biete Meskel) یا خانه صلیب یک کلیسای تک‌سنگی زیرزمینی متعلق به کلیسای ارتدکس توحیدی اتیوپی است که در صخره کنده شده و در لالی‌بلا، اتیوپی واقع شده است. این بنا در دوره امپراتوری حبشه ساخته شده است. این کلیسا بخشی از مجموعه میراث جهانی یونسکو در لالی‌بلا می‌باشد.

## مستندسازی سه‌بعدی
پروژه زمانی مستقر در دانشگاه کیپ‌تاون، کلیساهای سنگی کنده‌شده در صخره لالی‌بلا، از جمله بِیتِه مسکل، را طی چهار کمپین میدانی بین سال‌های ۲۰۰۵ تا ۲۰۰۹ مستندسازی کرد.
این مستندسازی با حمایت بنیاد اندرو دبلیو ملون و با همکاری صندوق جهانی بناهای تاریخی انجام شد. بیش از ۱۲۰۰ اسکن لیزری زمینی برای تولید مدل‌سازی سه‌بعدی از ۱۴ بنای تاریخی جمع‌آوری شد. همچنین، تورهای پانوراما که شامل عکس‌های پانورامای کامل گنبدی هستند و تمام کلیساها را پوشش می‌دهند، تولید شده است. مدل‌های سه‌بعدی بافت‌دار، تورهای پانوراما، نماها، مقاطع و پلان‌ها در وب‌سایت zamaniproject.org در دسترس هستند.